# Brydning af kul, marmor og kryolit i Grønland
Brydning af kul, marmor og kryolit i Grønland er en dansk dokumentarfilm fra 1939, der er instrueret af Jette Bang.

## Handling
Grønlands årlige kulforbrug på ca. 7000 ton brydes i Statens kulbrud ved Qullissat i Nordgrønland. Udskibningen foregår fra åben strand. Brudet får den nødvendige kraft fra et 100 KH dampanlæg. Kullene brydes maskinelt. Marmor til bygninger og monumenter brydes i Marmorilik i Umanak i Vestgrønland. En messe servicerer de mange grønlandske arbejdere i minebyen. Kryolit brydes ved Ivigtut i Sydgrønland. Siden 1856 har selskabet Øresund, hvori staten er deltager, udvundet det værdifulde mineral kryolit, som mest anvendes i aluminiumindustrien, men også ved fremstillingen af emalje, opalglas og som insektdræbende middel. En civilingeniør-uddannet kontrollør varetager statens interesser ved minen.